# サルササポゲニン
サルササポゲニン (Sarsasapogenin) は、ステロイドサポゲニン、つまり植物サポニンのアグリコン部分である。亜熱帯地域で見られる、つる植物の一種であるサルサパリラ（Smilax sp.）にちなんで名付けられた。これは、同定された最初のサポゲニンの 1つであり、最初に同定されたスピロスタンステロイドであった。ケトンスピロアセタール機能を持ったスピロスタン構造の同定は、マーカー分解の開発における基本であり、植物ステロイドからのプロゲステロンと他の性ホルモンの工業生産を可能にした。
サルササポゲニンは、他の飽和ステロイドに見られる、より一般的なトランス結合とは対照的に、ステロイド核の A環と B環の間にシス結合を持っているという点が珍しい。この 5βコンフィグレーションは生物学的に重要である。サルササポゲニンのグリコシル化のための特定の酵素サルササポゲニン3β-グルコシルトランスフェラーゼがいくつかの植物に見られるからである。25位炭素の (S)配位は、他のスピロスタンサポゲニンとも対照的である。25位炭素の配位が (R)のエピマーはスミラゲニン (smilagenin)として知られている。
サルササポゲニンは、他のステロイド合成の出発物質として使用されてきた。それ自体も製薬上の関心を集めており、Anemarrhena asphodeloides (ハナスゲ)の根茎に見られ、漢方薬の知母と呼ばれる。そこから商業的に抽出される。

## 生成と分離
サルササポゲニンは、特に単子葉植物の多くの種の植物の根の中に、ヒドロキシル基に 1つかそれ以上の糖単位が結合しているグリコシド (サポニンとして知られる) として見られる。
Smilacaceae (サルトリイバラ科)
- Smilax sp. (シオデ属) 
  - Smilax regelii Kilip & C. V. Morton (Honduran sarsaparilla)
    - Smilax ornata Hook.f. (Jamaican sarsaparilla, synonym of S. regelii)

  - Smilax aristolochiifolia Mill. (American sarsaparilla)
  - Smilax aspera L. (Spanish sarsaparilla)
  - Smilax glabra Roxb. (in Chinese, tǔfúlíng 土茯苓)
  - Smilax febrifuga Kunth (Ecuadorian or Peruvian sarsaparilla)

Asparagaceae (キジカクシ科)
- Asparagus sp. (アスパラガス)

Agavaceae (リュウゼツラン科)
- Anemarrhena sp. (ハナスゲ) 
  - Anemarrhena asphodeloides Bunge (in Chinese, zhī mǔ 知母)
- Yucca sp. (ユッカ) 
  - Yucca schidigera Roezl ex Ortges (モハーヴェ ユッカ)
  - Yucca brevifolia Enulm. (ジョシュアツリー)
- Agave sp. (リュウゼツラン属)

サルササポゲニンサポニンは、乾燥した粉末状の根から 95％エタノールで抽出できる。 得られたガムから脂肪を除去した後、グリコシド結合を約 2Mの塩酸で加水分解する。得られた粗ステロイドは無水アセトンから再結晶する。225kgの「Smilax」根からの純粋なサルササポゲニンの収量は約 450gであると報告されている。 

## 歴史
サルササポゲニンは、1941年に初めてサルサパリラ根から分離された。3つの酸素原子を持っていて、そのうちの 1つだけがヒドロキシル基によることが知られていたが、側鎖の構造は長年不明のままであった。Tschescheと Hagedornは、分解研究に基づいて、非反応性の二重テトラヒドロフラン構造を提案した。これは、16位炭素に結合したエーテル酸素原子を示している。側鎖の真の姿　(ケトンスピロアセタール) は、1939年にラッセル・マーカーが 無水酢酸によるピランの 6員環の開環に成功したことにより発見された。マーカーは、側鎖のほぼ全体が 3つのステップで切断される可能性があることを発見した。このプロセスは、現在マーカー分解として知られている。
マーカーは、サルササポゲニンをプレグナン-3,20-ジオール（プロゲステロン類似体）およびテストステロンに変換することができた。ただし、ステロイドホルモンの大規模生産には、ステロイド核に二重結合を持つジオスゲニン（メキシコのヤマノイモDioscorea mexicanaから抽出）を出発物質として使用する方が便利であることがわかった。

## 薬理学的関心
サルササポゲニンとその C-25エピマースミラゲニンは、変異糖尿病遺伝子（db）を持つマウスの実験で血糖値を下げ、糖尿病の体重増加を逆転させた。両方のステロイドはまた、アルツハイマー病の動物モデルにおけるムスカリン性アセチルコリン受容体（mAChRs）の低下を止めた。どちらの場合も、ジオスゲニン（Δ5に二重結合を持っていて、それは体内で水素化される）の抗糖尿病活性ははるかに低いため（そして mAChRsに有意な影響はないため）効果は 5βコンフィグレーション、つまり A環と B環の間のシス結合に特異的であると思われる。一方、チゴゲニン（tigogenin=スミラゲニンの 5α-エピマー）はどちらの研究でもまったく効果を示さなかった。